# Turritella vermicularis
Turritella vermicularis is een slakkensoort uit de familie van de Turritellidae. De wetenschappelijke naam van de soort is voor het eerst geldig gepubliceerd in 1814 door Brocchi.